# Daina Gudzinevičiūtė
Daina Gudzinevičiūtė, née le 23 décembre 1965 à Vilnius, est une tireuse sportive lituanienne.

## Carrière
Daina Gudzinevičiūtė remporte la médaille d'or en trap féminin aux Jeux olympiques d'été de 2000 à Sydney.